# Geovana Irusta
Geovana Irusta Morejon (sinh ngày 26 tháng 9 năm 1975 tại Sucre) là một vận động viên nữ chạy bộ người Bolivia. Cô đại diện cho Bolivia trong ba lần Thế vận hội Olympic (1996, 2000 và 2004), và đã giành được chín danh hiệu liên tiếp trong cả  giải đua đi bộ  10 và 20 km tại Giải vô địch Nam Mỹ kể từ khi cô ra mắt thế giới thể thao năm 1996. Cô cũng thiết lập mức tốt đua nhất cá nhân là 1:32:06 (20   km đi bộ đường đua) từ La Coruña Grand Prix ở Tây Ban Nha.
Irusta ra mắt chính thức tại Thế vận hội Mùa hè 1996 ở Atlanta, nơi cô đã về đích thứ ba mươi bảy trong cuộc đua 10 km của phụ nữ với thời gian 47:13.
Tại Thế vận hội Mùa hè 2000 ở Sydney, Irusta đến từ đám đông phía sau qua nửa chặng đường để giành vị trí thứ bốn mươi trong cuộc đua 20 km khai mạc với thời gian cá nhân cao nhất là 1: 43,34.
Tám năm sau khi tham gia Thế vận hội đầu tiên của mình, Irusta đủ điều kiện cho đội Bolivian thứ ba của cô, là một người 28 tuổi, trong cuộc đua 20 km tại Thế vận hội Mùa hè 2004 ở Athens bằng cách đạt được thời gian vào tiêu chuẩn B là 1:32: 06 từ La Coruña Grand Prix. Cô đã vượt qua Vira Zozulya của Ukraine và giữ Teresa Vaill của Hoa Kỳ bằng một cạnh mười giây trên vòng đua cuối cùng để vượt qua vạch đích với thời gian bốn mươi mốt trong 1:38:36. Xây dựng cột mốc của riêng mình với tư cách là một vận động viên Olympic ba lần, Irusta cũng được Ủy ban Olympic Quốc gia (tiếng Tây Ban Nha: Comité Olímpico Boliviano)   bổ nhiệm để mang cờ Bolivia trong lễ khai mạc.